# BleachBit
BleachBit — це безкоштовна програма з відкритим вихідним кодом для очищення диска, керування конфіденційністю та оптимізації комп'ютерної системи. Вихідний код ліцензовано згідно з GNU GPL 3.

## Історія
BleachBit був вперше публічно випущений 24 грудня 2008 року для систем Linux. Випуск 0.2.1 викликав деякі суперечки, припустивши, що Linux потребує очищення реєстру.
Версія 0.4.0 представила CleanerML, засновану на стандартах мови розмітки для написання нових засобів очищення. 29 травня 2009 року BleachBit версії 0.5.0 додав підтримку для Windows XP, Windows Vista та Windows 7. 16 вересня 2009 року версія 0.6.4 отримала підтримку командного рядка.
BleachBit можна завантажити з веб-сайту та репозиторіїв багатьох дистрибутивів Linux.

## Особливості
- Ідентифікація та видалення веб-кешу, файлів cookie HTTP, історії URL-адрес, файлів журналу тимчасових файлів і файлів Flash cookie для Firefox, Opera, Safari, APT, Google Chrome
- Видалення невикористаних локалізацій (так званих файлів локалі), які є перекладами програмного забезпечення
- Стирання файлів і видалення нерозподіленого дискового простору для мінімізації залишкових даних
- Очищення нерозподіленого дискового простору для покращення коефіцієнта стиснення даних для резервних копій образів дисків
- Очистка бази даних SQLite Firefox, яка схильна до фрагментації
- Інтерфейс командного рядка для автоматизації сценаріїв

## Технології
BleachBit написана на Python і використовує PyGTK.
Більшість утиліт BleachBit написано на CleanerML, відкритій стандартній мові розмітки на основі XML для написання утиліт. CleanerML займається не лише видаленням файлів, але також виконує більш спеціалізовані дії, такі як очищення бази даних SQLite (використовується, наприклад, для чищення Yum).
Файловий шредер BleachBit використовує лише один «захищений» прохід, оскільки його розробники вважають, що недостатньо доказів того, що багаторазові проходи, такі як 35-прохідний метод Гутмана, є більш ефективними. Вони також стверджують, що багаторазове проходження значно повільніше і може дати користувачеві хибне відчуття безпеки, відсуваючи на другий план інші способи порушення конфіденційності.